# 大义觉迷录
《大义觉迷录》是清朝雍正帝亲自颁行的一部在全国发行的官方宣传资料，收录了曾静一案的上谕、曾静口供及其《归仁录》，描述了曾静从反对雍正到拥护雍正这一“大义觉迷”的过程。利用第三人稱的角色為切入題材，是研究滿清的重要史料。乾隆帝即位后，认为该书起到適得其反的效果，原因是書中鉅細靡遺地對傳聞中的指控一一辯解，反而引起人們過度的討論易使傳聞弄假成真，因此迅速禁绝该书。

## 背景
清初汉人文人曾静和其門徒张熙受到吕留良華夷之辨思想的影響，不满身為「蠻夷」的滿人皇帝的统治，因此宣揚雍正帝的得位不法和十大罪状。曾静於雍正六年（1728年）试图游说当时的川陕总督岳钟琪反清復明，岳钟琪假装同意，骗出口供，反過來逮捕二人，送返北京。之後在刑部侍郎杭奕禄等的审问下，曾静表示认罪。并写了《归仁录》表示悔過并颂扬雍正帝。雍正帝也赦免曾、张二人，并下令收录两年来关于此案的上谕以及曾静口供和《归仁录》，合成《大义觉迷录》。雍正帝刊版发行此书并要求公家朝廷上下、地方官吏人手一册，所有地方官學官必須據《大義覺迷錄》的內容及論點向百姓講解，还命曾静到全国各地巡讲。

## 翻案
在乾隆帝继位之後宣佈《大义觉迷录》一書毀去其版。有一說推论乾隆帝不许此书发行，避免曾靜等人的逆书广为流传，主要因为《大义觉迷录》触及到雍正帝本人内部伦常之间的一些隐私和证据，为雍正帝十大罪状作出进一步解释和辩白，和曾静所作的逆书内容完全相反。

## 后续影响
《大义觉迷录》一书，是雍正八年雍正帝所发行，但此书在乾隆帝上位后立即被禁止发行和刊印，于是又于光緒年間被革命党在香港重登刊印和發行。另有1983年中华书局排印本。
《大義覺迷錄》澄清雍正即位以來種種流言，並清理異議。書中辯論的過程表現了在十七世紀明末清初當時的思想與智識論辯，將隱晦不明的皇權爭鬥公開在世人面前討論，成為後世史家的研究史料。
據美國史學家史景遷的研究，《大義覺迷錄》的重新發現，是清末留學的革命黨人在日本發現此書。而他本人也以此為題出版《雍正王朝之大義覺迷》一書。